# Vịnh Saint-Malo

Quá trình hình thành Vịnh Saint-Malo và Quần đảo Eo biển

Vịnh Saint-Malo (tiếng Pháp: Golfe de Saint-Malo) còn được gọi là Vịnh Normanno-Breton là một phần của Tây Nam Eo biển Anh, giữa Brittany, Normandy và Quần đảo Eo biển.
Được hình thành do sụt lún và ngập lụt một đới lục địa rộng khoảng 8 500 km2, kéo dài từ quần đảo Bréhat ở phía Tây đến Guernsey và Alderney ở phía Bắc và Tây đến bờ biển phía Đông Cotentin (Normandy).
Phía trong vịnh ngoài quần đảo Bréhat thì còn có Quần đảo Eo biển với Jersey, Guernsey (và các đảo phụ thuộc Alderney và Sark), quần đảo Chausey nằm ở trung tâm.